# Imaculado Coração de Maria

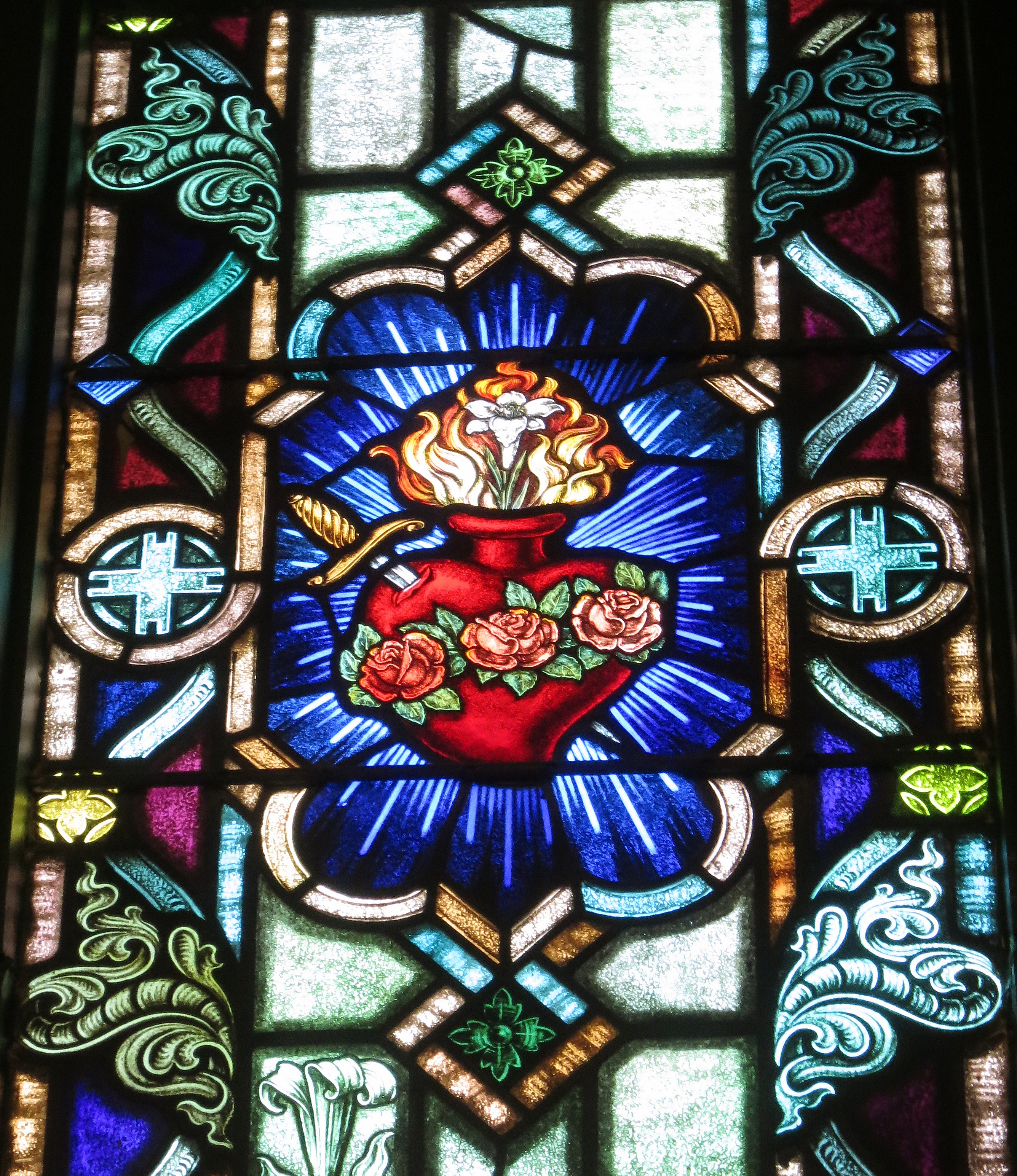
Às vezes, esta devoção mariana é simbolizada apenas por um coração em chamas, em contraste com o Coração de Jesus, cercado por uma coroa de flores (de lírios, rosas e outros), às vezes trespassado por uma espada e com outros atributos que remetem à Paixão do Senhor - vitral da igreja de São Patrick, Junction City, Ohio, Estados Unidos

O Imaculado Coração de Maria (em latim: Cor Immaculatum Mariae) é uma devoção católica que se refere à vida interior de Maria, suas alegrias e tristezas, suas virtudes e perfeições ocultas e, sobretudo, ao seu amor virginal por Deus Pai, seu amor materno por seu filho Jesus Cristo e seu amor compassivo por toda a humanidade. Tradicionalmente, o Imaculado Coração é representado perfurado por sete espadas ou feridas, em homenagem às sete dores de Maria, e cercado por rosas, geralmente vermelhas ou brancas, que o envolvem.
As Igrejas Católicas Orientais ocasionalmente utilizam a imagem, a devoção e a teologia associadas ao Imaculado Coração de Maria. No entanto, isso gera certa controvérsia, pois alguns veem nisso uma forma de latinização litúrgica. A visão católica é baseada em sua interpretação de certos versículos das Escrituras, particularmente do Evangelho de Lucas.

## Consagração do mundo ao Imaculado Coração de Maria

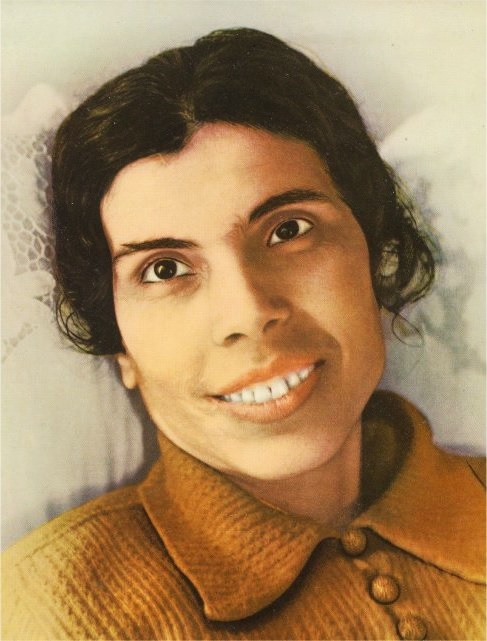
A Beata Alexandrina de Balazar foi a grande mensageira de Jesus para o pedido de Consagração do mundo ao Imaculado Coração de Maria realizada pelo Papa Pio XII

O mundo inteiro tem sido repetidamente consagrado ao Imaculado Coração de Maria por diferentes papas:
- Pio XII, 31 de outubro de 1942
- Paulo VI, 21 de Novembro de 1964
- João Paulo II, 13 de maio de 1982
- João Paulo II em união com todos os bispos do mundo, 25 de Março de 1984
- Francisco, 13 de outubro de 2013
- Francisco, em especial a Rússia e a Ucrânia, em 25 de Março de 2022.

## Países consagrados ao Imaculado Coração de Maria
Várias nações foram consagradas por seus respectivos bispos ao Imaculado Coração de Maria, em particular:
- Equador (1892)
- Portugal (13 de maio de 1931, 13 de maio de 1938, 25 de março de 2020 - Card. António Augusto dos Santos Marto)
- França (22 de novembro de 1940, 28 de março de 1943)
- Holanda e Bélgica (15 de agosto de 1943)
- Polônia (8 de setembro de 1946, 4 de junho de 1979, 6 de junho de 2017 - Dom. Stanisław Gądecki, 25 de março de 2020 - Card. António Augusto dos Santos Marto)
- Japão (1947)
- Áustria (18 de maio de 1947)
- Canadá (22 de junho de 1947, 26 de setembro de 2017)
- Brasil (1948)
- Argentina (1948)
- Austrália (1948)
- Inglaterra e País de Gales (1948 - Card. Bernard William Griffin, 20 de fevereiro de 2017 - Card. Vincent Nichols)
- Bolívia (12 de outubro de 1948, 15 de abril de 2018, 25 de março de 2020 - Card. António Augusto dos Santos Marto)
- Indonésia (1951)
- Alemanha (4 de setembro de 1954)
- Espanha (12 de outubro de 1954, 25 de maio de 2005, 25 de março de 2020 - Card. António Augusto dos Santos Marto)
- Itália (13 de setembro de 1959)
- Estados Unidos (19 de novembro de 1959)
- Suíça (8 de dezembro de 1960)
- Angola (13 de outubro de 1985)
- Hungria (19 de outubro de 2006 - Card. Peter Erdo, 25 de março de 2020 - Card. António Augusto dos Santos Marto)
- Samoa (7 de dezembro de 2007, 3 de dezembro de 2017 - Card. Alapati Lui Mataeliga)
- República Dominicana (25 de setembro de 2008 - Card. Nicolás de Jesús López Rodríguez, 25 de março de 2020 - Card. António Augusto dos Santos Marto
- Colômbia (12 de outubro de 2008 - Dom. Pedro Rubiano Sáenz, 25 de março de 2020 - Card. António Augusto dos Santos Marto)
- Filipinas (8 de junho de 2013, 4 de maio de 2018)
- Líbano e países do  Oriente Médio (16 de junho de 2013, 25 de junho de 2017, Card. Bechara Boutros Rai)
- Irlanda (15 de agosto de 2013 - Card. Sean Brady, 25 de março de 2020 - Dom. Eamon Martin)
- Ucrânia (23 de outubro de 2016 - Dom. Sviatoslav Shevchuk)
- Congo (4 de fevereiro de 2017 - Card. Pietro Parolin)
- Panamá (9 de março de 2017 - Dom. José Domingo Ulloa Mendieta, 25 de março de 2020 - Card. António Augusto dos Santos Marto
- Rússia e países da [Ásia Central] (13 de maio de 2017 - Card.  Josef Cordes)
- Escócia (3 de setembro de 2017 - Dom. Philip Tartaglia)
- Afeganistão (13 de outubro de 2017 - Fr. Giovanni Scalese)
- Nigéria (13 de outubro de 2017)
- Lituânia (11 de fevereiro de 2018 - Card. Gintaras Grušas)
- Nicarágua (28 de abril de 2018 - Card. Leopoldo Brenes, Mons. Silvio José Báez Ortega, 25 de março de 2020 - Card. António Augusto dos Santos Marto)
- Albânia (25 de março de 2020 - Card. António Augusto dos Santos Marto)
- Costa Rica (25 de março de 2020 - Card. António Augusto dos Santos Marto)
- Cuba (25 de março de 2020 - Card. António Augusto dos Santos Marto)
- Eslováquia (25 de março de 2020 - Card. António Augusto dos Santos Marto)
- Guatemala (25 de março de 2020 - Card. António Augusto dos Santos Marto)
- Índia (25 de março de 2020 - Card. António Augusto dos Santos Marto)
- México (25 de março de 2020 - Card. António Augusto dos Santos Marto)
- Moldávia (25 de março de 2020 - Card. António Augusto dos Santos Marto)
- Paraguai (25 de março de 2020 - Card. António Augusto dos Santos Marto)
- Peru (25 de março de 2020 - Card. António Augusto dos Santos Marto)
- Tanzânia (25 de março de 2020 - Card. António Augusto dos Santos Marto)
- Quênia (25 de março de 2020 - Card. António Augusto dos Santos Marto)
- Zimbábue (25 de março de 2020 - Card. António Augusto dos Santos Marto)
- Timor Leste (25 de março de 2020 - Card. António Augusto dos Santos Marto)
- Romênia (25 de março de 2020 - Card. António Augusto dos Santos Marto)

## Cidades consagradas ao Imaculado Coração de Maria
- Lisboa, Portugal (23 de Julho de 1985)
- Alepo, Síria (13 de maio de 2017)
- Detroit, Estados Unidos (13 de maio de 2017)

## Dioceses consagradas ao Imaculado Coração de Maria

### Santa Sé
- Ordinariato Pessoal da Cátedra de São Pedro (15 de outubro de 2017, Mons. Steven J. Lopes)

### Europa

#### Portugal

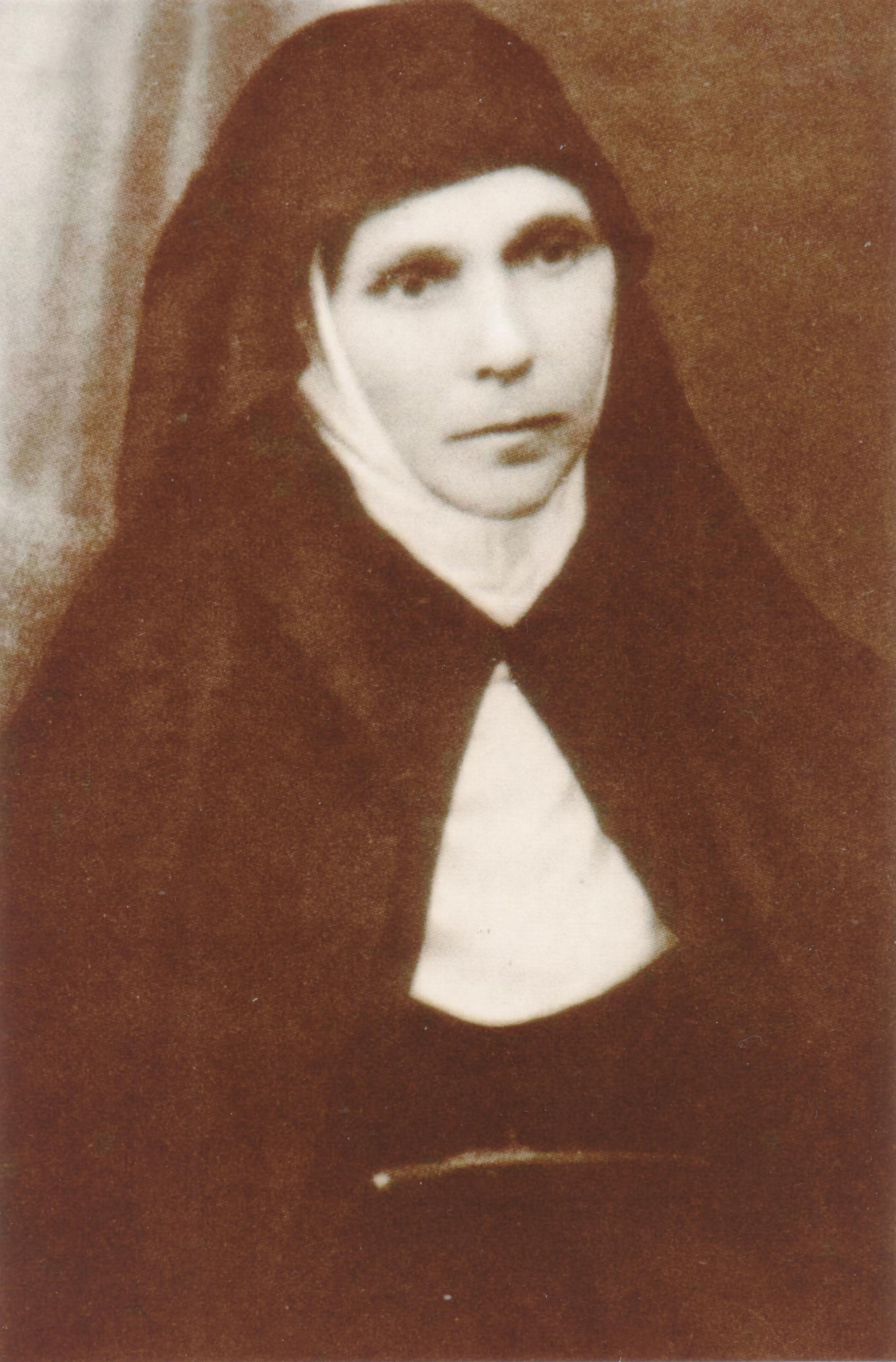
A serva de Deus Madre Virgínia Brites da Paixão foi uma freira clarissa a quem Cristo pediu para que se tornasse na «Mensageira do Imaculado Coração de Maria»

- "A primeira consagração de Portugal ao Imaculado Coração de Maria aconteceu a 13 de maio de 1931, oito meses depois do reconhecimento oficial das aparições pelo bispo de Leiria, no final da primeira peregrinação nacional do episcopado português a Fátima".[3]
- Todas as 21 dioceses portuguesas (13 de maio 2016, Card. D. Manuel Clemente (Cardeal-Patriarca de Lisboa e presidente da CEP) junto com todos os bispos de Portugal).
- A 26 de março de 2020, o Cardeal D. António Marto (Bispo de Leiria-Fátima e vice-presidente da CEP) consagrou Portugal e Espanha ao Imaculado Coração de Maria.[4][5][6]

#### Polônia
- Todas as 42 dioceses polonesas (9 de setembro de 2017, Mons. Stanisław Gądecki junto com todos os bispos da Polônia)

#### Países Baixos
- Todas as dioceses holandesas (13 de maio 2017, Card. Willem J. Eijk, junto com todos os bispos da Holanda)

#### Itália
- Diocese de Chioggia, Vêneto (10 outubro 1954, Mons. Giovanni Battista Piasentini)
- Diocese de Reggio Emilia-Guastalla, Emília-Romanha (13 maio 2017, Mons. Massimo Camisasca)
- Diocese de Pavia, Lombardia (13 maio 2017, Mons. Corrado Sanguineti)
- Diocese de Carpi, Emília-Romanha  (16 Setembro 2017, Mons. Francesco Cavina)
- Diocese de Ischia, Campânia (13 outubro 2017, Mons. Pietro Lagnese)
- Diocese de Cesena-Sarsina, Emília-Romanha  (8 dezembro 2017, Mons. Douglas Regattieri)
- Diocese de Ariano Irpino-Lacedonia, Campânia (8 dezembro 2017, Mons. Sergio Melillo)
- Diocese de San Miniato, Toscana (12 maio 2017, Mons. Andrea Migliavacca)
- Arquidiocese de Siracusa, Sicília (1 de setembro de 2018, Mons. Salvatore Pappalardo)
- Arquidiocese de Vercelli, Piemonte (13 de outubro de 2018, Mons. Marco Arnolfo)
- Arquidiocese de Potenza, Basilicata (30 de outubro de 2018, Mons. Salvatore Ligorio)

#### França
- Diocese de Fréjus-Toulon (18 de maio de 2008, Mons. Dominique Rey)
- Diocese de Bayonne, Lescar e Oloron (08 Junho 2014, Mons. Marc Aillet)
- Diocese de Angoulême (7 de maio de 2017, Mons. Hervé Gosselin)
- Arquidiocese de Bordeaux (13 de maio de 2017, Card. Jean-Pierre Ricard)
- Arquidiocese de Avignon (8 dezembro 2017, Mons. Jean-Pierre Cattenoz)
- Arquidiocese de Aix-en-Provence e Arles (8 de dezembro de 2017, Mons. Christophe Dufour)
- Diocese de Vannes (8 dezembro 2017, Mons. Raymond Centène)
- Diocese de Perpignan-Elne (8 dezembro 2017, Mons. Norbert Turini)
- Diocese de Tulle (30 de setembro de 2018, Mons. Francis Bestion)
- Diocese de Nevers (8 de setembro de 2018, Mons. Thierry Brac de la Perrière)
- Diocese de Séez (13 de maio de 2018, Dom Jacques Habert)

#### Espanha
- Diocese de Alcalá de Henares (12 de junho de 2010, Mons. Juan Antonio Reig Plá)
- Diocese de Cuenca (8 dezembro 2015, Mons. José María Yanguas Sanz)
- Arquidiocese de Valhadolide (10 Junho 2017, Mons. Luis Javier Argüello García)
- Diocese de San Sebastián (14 maio 2017, Mons. José Ignacio Munilla)
- Arquidiocese de Valência (28 Junho 2018, Card. Antonio Cañizares Llovera)
- Diocese de Getafe (7 de dezembro de 2018, Mons. Ginés Ramón García Beltrán)
- A pedido dos Bispos de Espanha, o Card. D. António Marto (na altura vice-presidente da CEP) consagrou Portugal e Espanha a ao Imaculado Coração de Maria

#### Alemanha
- Arquidiocese de Friburgo (15 de agosto de 2017, Mons. Stephan Burger)

#### Áustria
- Diocese de Linz (8 de dezembro de 2015, Mons. Ludwig Schwarz)

#### Inglaterra
- Diocese de Shrewsbury (13 de outubro de 2013, Mons. Mark Davies)

#### Escócia
- Arquidiocese de Santo André e Edimburgo (20 outubro 2017, Mons. Leo Cushley)

#### Finlândia
- Diocese de Helsinque (8 de dezembro de 2005, Mons. Józef Wróbel)

### América do Norte

#### Estados Unidos
- Diocese de Green Bay, Wisconsin (10 de setembro de 2009, Mons. David Ricken)
- Diocese de Springfield-Cape Girardeau, Missouri (25 Março 2010, Mons. James Vann Johnston)
- Diocese de Winona-Rochester, Minnesota (8 Setembro 2011, Mons. John M. Quinn)
- Arquidiocese de Oklahoma City, Oklahoma (13 de outubro de 2013, Mons. Paul S. Coakley)
- Arquidiocese de Portland, Óregon (28 Junho 2014, Mons. Alexander K. Sample)
- Arquidiocese de Milwaukee, Wisconsin (7 de outubro de 2016, Mons. Jerome E. Listecki)
- Diocese de Madison, Wisconsin (7 de outubro de 2016, Mons. Robert Morlino)
- Diocese de La Crosse, Wisconsin (7 de outubro de 2016, Mons. William Callahan)
- Diocese de Superior, Wisconsin (7 de outubro de 2016, Mons. James Powers)
- Diocese de Birmingham, Alabama (14 Janeiro 2017, Mons. Robert J. Baker)
- Diocese de Tyler, Texas (13 maio 2017, Mons.Joseph E. Strickland)
- Diocese de Kansas City-Saint Joseph, Missouri (13 maio 2017, Mons. James Vann Johnston)
- Diocese de Providence, Rhode Island (13 maio 2016, Mons. Thomas J. Tobin)
- Arquidiocese de Detroit, Michigan (13 maio 2017, Mons. Allen H. Vigneron)
- Diocese de Paterson, New Jersey (13 maio 2017, Mons. Arthur J. Serratelli)
- Diocese de Fargo, North Dakota (13-14 maio 2017, Mons. John T. Folda)
- Diocese de Worcester, Massachusetts (3 Junho 2017, Mons. Robert J. McManus)
- Diocese de San Angelo, Texas (27 Setembro 2017, Mons. Micheal J. Sis)
- Arquidiocese de San Francisco, Califórnia (7 outubro 2017, Mons. Salvatore J. Cordileone)
- Diocese de Jackson, Mississippi (8 outubro 2017, Mons. Joseph Kopacz)
- Arquidiocese de Louisville, Kentucky (8 outubro 2017, Mons. Joseph E. Kurtz)
- Diocese de Phoenix, Arizona (13 outubro 2017, Mons. Thomas J. Olmsted)
- Arquidiocese de Denver, Colorado (13 outubro 2017, Mons. Samuel J. Aquila)
- Arquidiocese de Saint Paul e Minneapolis, Minnesota (13 outubro 2017, Mons. Bernard Hebda)
- Arquidiocese de Philadelphia, Pensilvânia (15 outubro 2017, Mons. Charles J. Chaput)
- Diocese de Colorado Springs, Colorado (15 outubro 2017, Mons. Michael J. Sheridan)
- Diocese de Albany, Nova Iorque (8 de dezembro de 2017, Mons. Edward B. Scharfenberger)
- Diocese de Santa Rosa, Califórnia (8-12 dezembro 2017, Mons. Robert Vasa)
- Diocese de Austin, Texas (10 dezembro 2017, Mons. Joe Vásquez)
- Diocese de Saint Petersburg, Flórida (6 maio 2018, Mons. Gregory Parkes)
- Diocese de Wilmington, Delaware (19 de agosto de 2019, Mons. William Francis Malooly)

### Canadá
- Arquidiocese de Montreal (23 de novembro de 2013, Mons. Christian Lépine)
- Arquidiocese de Ottawa (1 de julho de 2017, Mons. Terrence Thomas Prendergast)
- Diocese de Victoria (1 de julho de 2017, Mons. Gary Michael Gordon)
- Arquidiocese de São João (1 de julho de 2017, Mons. Martin William Currie)
- Arquidiocese de Edmonton (1 de julho de 2017, Mons. Richard William Smith)
- Diocese de Calgary (1 de julho de 2017, Mons. William Terrence McGrattan)
- Arquidiocese de Toronto (1 de julho de 2017, Card. Thomas Christopher Collins)
- Arquidiocese de Vancouver (2 de julho de 2017, Mons. John Michael Miller)
- Arquidiocese de Québec (2 de julho de 2017, Cardeal Gérald Cyprien Lacroix)
- Diocese de Trois-Rivières (15 de agosto de 2017, Mons. Luc-André Bouchard)
- Diocese de Nicolet (8 de dezembro de 2017, Mons. André Gazaille)

#### México
- Arquidiocese de Monterrey (23 de novembro de 2013, Mons. Rogelio Cabrera López)
- Arquidiocese da Cidade do México (12 de dezembro de 2014, Card. Juan Sandoval Íñiguez)

### América do Sul

#### Venezuela
- Arquidiocese de Maracaibo (13 outubro 2017, Mons. Ubaldo Ramón Santana Sequera)
- Diocese de Machiques (8 de dezembro de 2017, Mons. Ramiro Díaz)

#### Colômbia
- Arquidiocese de Barranquilla (9 Junho 2018, Mons. Pablo Emiro Salas Anteliz)

#### Uruguai
- Arquidiocese de Montevidéu (8 de outubro de 2017, Card. Daniel Sturla

#### Brasil
- Diocese de Cornélio Procópio, Paraná. (13 de outubro 1973, Papa Paulo VI)[7]
- Diocese de São Luiz de Cáceres (22 de maio 2016, Mons. Antônio Emídio Vilar)
- Diocese de São José do Rio Preto
- Diocese de Naviraí[8]
- Diocese de Leopoldina, Minas Gerais.
- Diocese de Quedas do Iguaçu, PR

#### Argentina
- Arquidiocese de Rosário (1 de agosto de 2019, Mons. Eduardo Martín)

### Oceania

#### Austrália
- Arquidiocese de Hobart, Tasmânia (13 de maio de 2017, Mons. Julian Porteous)

#### Nova Zelândia
- Arquidiocese de Wellington (8 de dezembro de 2016, Card. John Atcherley Dew)

#### Samoa
- Arquidiocese de Samoa-Apia (7 de dezembro de 2007, Mons. Alapati Lui Mataeliga)

### Ásia

#### Filipinas
- Todas as 89 dioceses Filipinas (4 de maio de 2018, Card. Romulo Valles, junto com todos os bispos das Filipinas)

#### Índia
- Arquidiocese de Bombaim (13 de maio de 2017, Card. Oswald Gracias)
- Arquidiocese de Goa e Damão (13 de maio de 2017, Mons. Filipe Neri Ferrão)

### África

#### Angola
- Diocese do Uíje (23 de abril de 2017, Mons. Emílio Sumbelelo)